# パロマレス米軍機墜落事故
座標: 北緯37度15分 西経1度48分 / 北緯37.250度 西経1.800度
パロマレス米軍機墜落事故（パロマレスべいぐんきついらくじこ）は、1966年1月17日にスペイン南部の上空で米軍機同士が衝突し、アンダルシア州アルメリア県クエバス・デル・アルマンソーラのパロマレス集落に水素爆弾4個が落下した事故である。
4個の内3個は地上へと落下し土壌の核汚染を引き起こし、残る1個は海中へと没したが80日後にサルベージされた。

## 概要

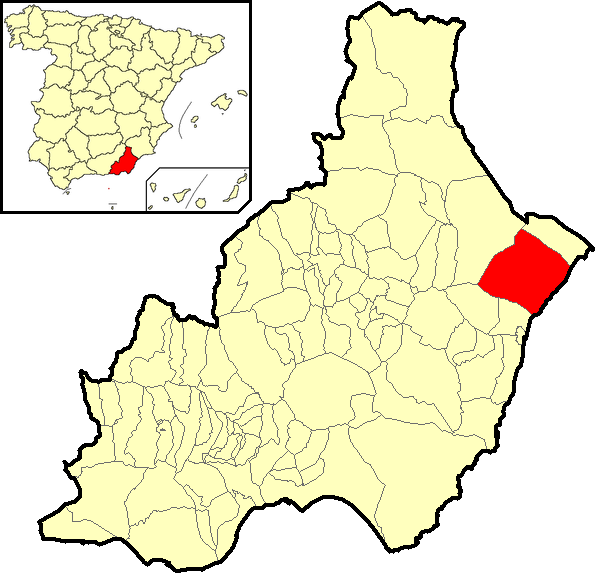
アルメリア県内でのクエバス・デル・アルマンソーラの位置

冷戦中のクロームドーム作戦で、4発の水爆を積んでいたアメリカ空軍戦略航空軍団（SAC）に所属する爆撃機B-52G（機体記号58-0256）と、空中給油機KC-135A（機体記号61-0273）が地中海の3万1千フィート上空で空中給油中に衝突、墜落した。KC-135Aの乗員4名は全員死亡。B-52Gの乗員は4名が脱出した。4個の水爆（B28RI）のうち3個がパロマレス近くの地上に落下し、1個が海中に落下した。
地上に落下した水爆のうち、最初に発見された1個はほとんど無傷だったが、他の2個は核爆発せずに起爆用の通常火薬が爆発し、ウランとプルトニウムが飛散して2km2の土地が汚染され、まるで汚い爆弾のような状態だった。米軍は1750トンの土を除去し、サウスカロライナ州のサヴァンナ川核施設に運んだ。しかし2011年現在でも、面積30ヘクタールの5万m3に500gのプルトニウムが残る。
事故直後、安全性をアピールするためにスペインの情報観光大臣マヌエル・フラガと在スペインアメリカ大使のアンジー・デュークは記者の前で海で泳いでみせた（これは実際には2度あり、1度目はデュークと随行員が15km離れたモハカルのビーチで泳ぎ、2度目はデュークとフラガがパロマレスのビーチで泳いだものである）。
海に落ちた水爆は米海軍による長い探索ののち、80日後の3月17日に深海探査艇アルビン号に発見され、潜水艦救難艦ペトレルの上に引き上げられた。サルベージ船ホイストで引き上げ作業中、海軍のダイバーカール・ブラシアが事故で脚に重傷（のちに切断）を負った。2000年、このダイバーの事故を元にキューバ・グッディング・ジュニア主演の映画『ザ・ダイバー』が製作された。

## 事故後の現地
パロマレスの落下地点近くでは住民が農業を続けていたが、2004年にスペイン政府は2ヘクタールを買収し、2007年までにフェンスで封鎖した。政府のエネルギー・環境技術センター（CIEMAT）は、「大気中の放射線値は国際基準より低く、住民の健康にも影響はない」と述べている。しかし、環境団体は政府の安全基準を上回る放射線が検出されたと主張し、2006年には実際にカタツムリから通常より高いレベルの放射線が検出された。スペイン政府は買収した土地の回復策と費用分担について米国と協議している。
スペイン政府は2006-08年に660ヘクタールを調査した結果、30ヘクタールで規制値以上（最大40倍）のプルトニウムを検出し、場所によっては深さ5mに達したため、41ヘクタールを鉄柵で囲った。
スペイン南部の海岸はヨーロッパからの観光客でにぎわい、パロマレスでは外国人向けの別荘地が立てられている。住民は風評被害を恐れ、クエバス・デル・アルマンソーラの市長は「政府は安全宣言を出すべきだ」と述べている。